# Mahrouna
Mahrouna (Arabisch: محرونة) is een kleine landbouwstad in het zuiden van Libanon. Het ligt 100 kilometer ten zuiden van Beiroet, de hoofdstad van het land, en 18 kilometer ten zuidoosten van de stad Tyrus. De kleine stad van 25 km² ligt 400 meter boven de zeespiegel.
Mahrouna telt ongeveer 3.800 inwoners. In de zomer loopt dit op tot ongeveer 5.000 inwoners. De meesten zijn moslim, maar er bevindt zich ook een christelijke minderheid. De meeste inwoners zijn familie van elkaar.
Het stadje staat bekend om een met eiken begroeide heuvel, Haraj al-Sindyan genaamd, die een natuurpark vormt voor de inwoners van de stad. Sinds 1970 is het gebied echter meermaals gebombardeerd tijdens conflicten met Israël. Op de top van de heuvel staat een ruïne uit de oudheid.

## Etymologie
De naam Mahrouna heeft waarschijnlijk te maken met het kammen van wol.

## Geboren
Volgens een gemeentelid komt de Libanese dichter en politicus Tannus Alejandro Wehbe Malik uit Mahrouna. Tijdens de laat-Ottomaanse periode vertrok hij echter naar Colombia. De Libanese zangeres en actrice Haifa Wehbe, die uit dezelfde familie komt, werd eveneens in deze stad geboren.

## Galerij

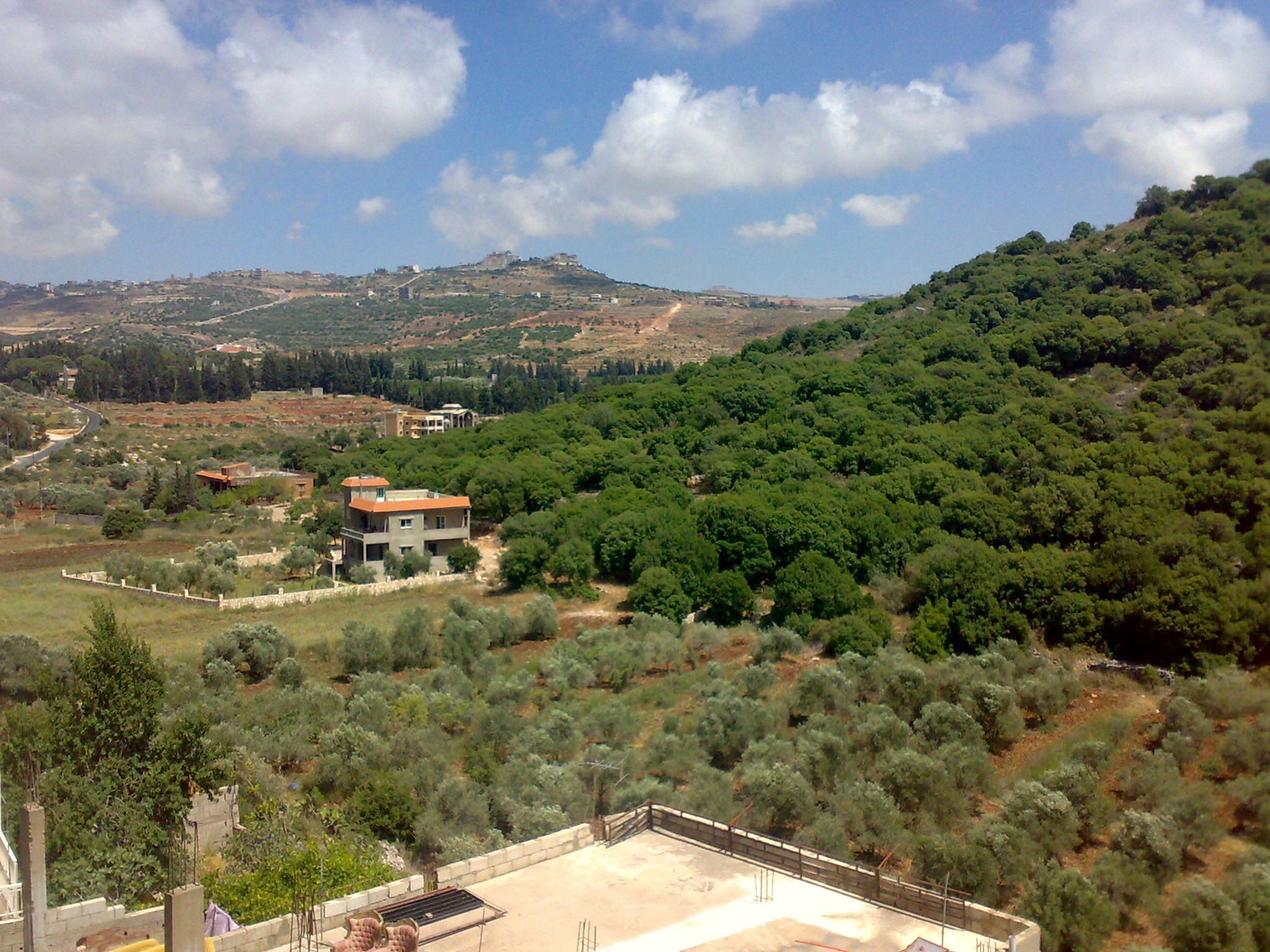
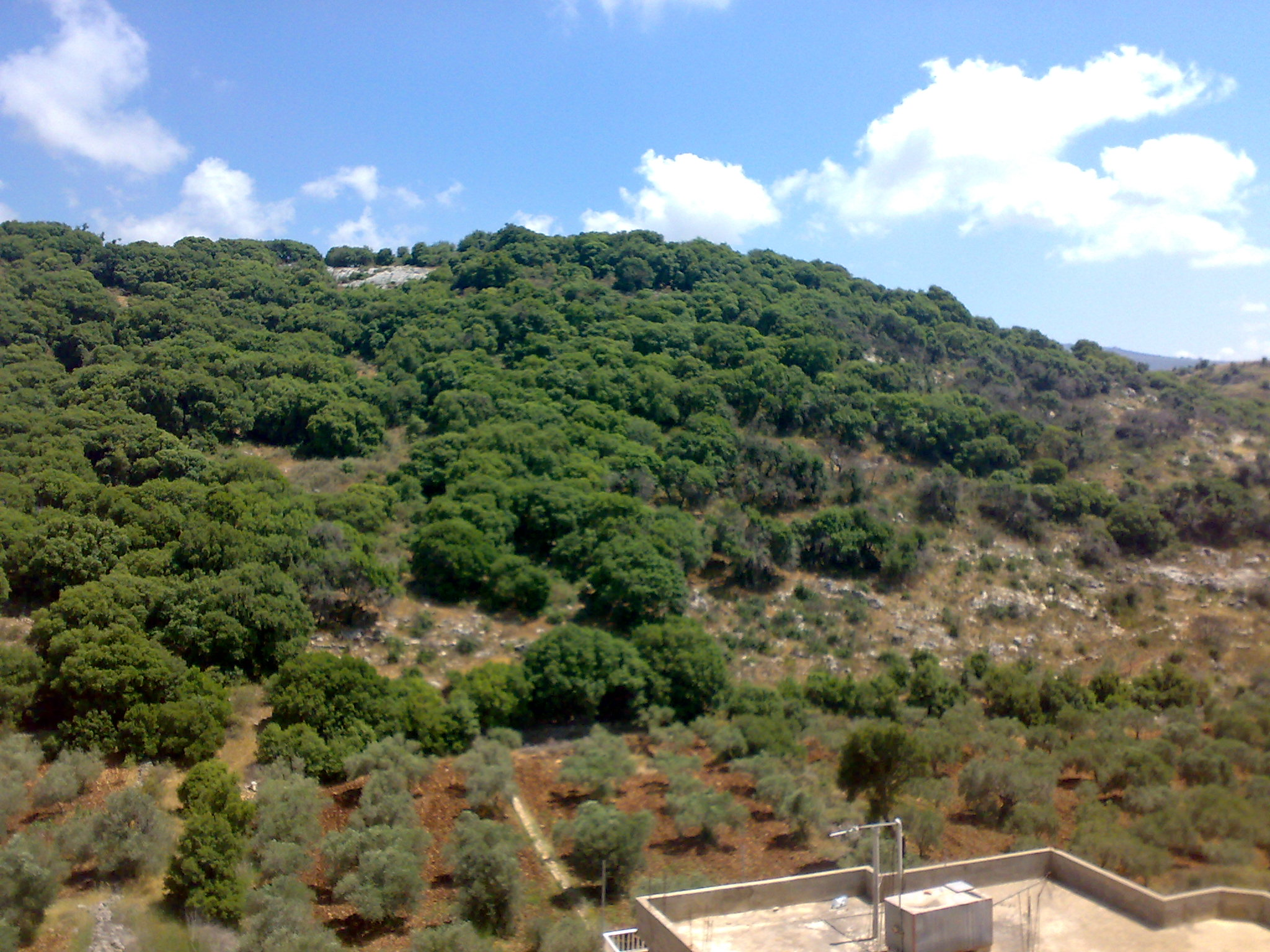